# Saint-Quentin-les-Marais
Saint-Quentin-les-Marais is een gemeente in het Franse departement Marne (regio Grand Est) en telt 118 inwoners (2005). De plaats maakt deel uit van het arrondissement Vitry-le-François.

## Geografie
De oppervlakte van Saint-Quentin-les-Marais bedraagt 6,5 km², de bevolkingsdichtheid is 18,2 inwoners per km².
De onderstaande kaart toont de ligging van Saint-Quentin-les-Marais met de belangrijkste infrastructuur en aangrenzende gemeenten.

## Demografie
Onderstaande figuur toont het verloop van het inwonertal (bron: INSEE-tellingen).